# BMW R 12
Elle fut, peut-être, la première motocyclette (avec la BMW R 17) à avoir une fourche télescopique à amortissement hydraulique de série. La fourche télescopique existe depuis le début du XXe siècle. Ce fut la moto la plus courante des BMW d'avant-guerre surtout en version « militaire ».
Il y a eu 2 versions :
- Carburateur unique (Sum à registre de ∅ 25 mm)
- Double carburateur (Amal ∅ 23,8 mm) avec 20 ch à 4 000 tr/min

Il y eut aussi une version associée à un side-car. En tout, trois variantes existent : side-car militaire, side-car civil et solo.

## Galerie

BMW R 12
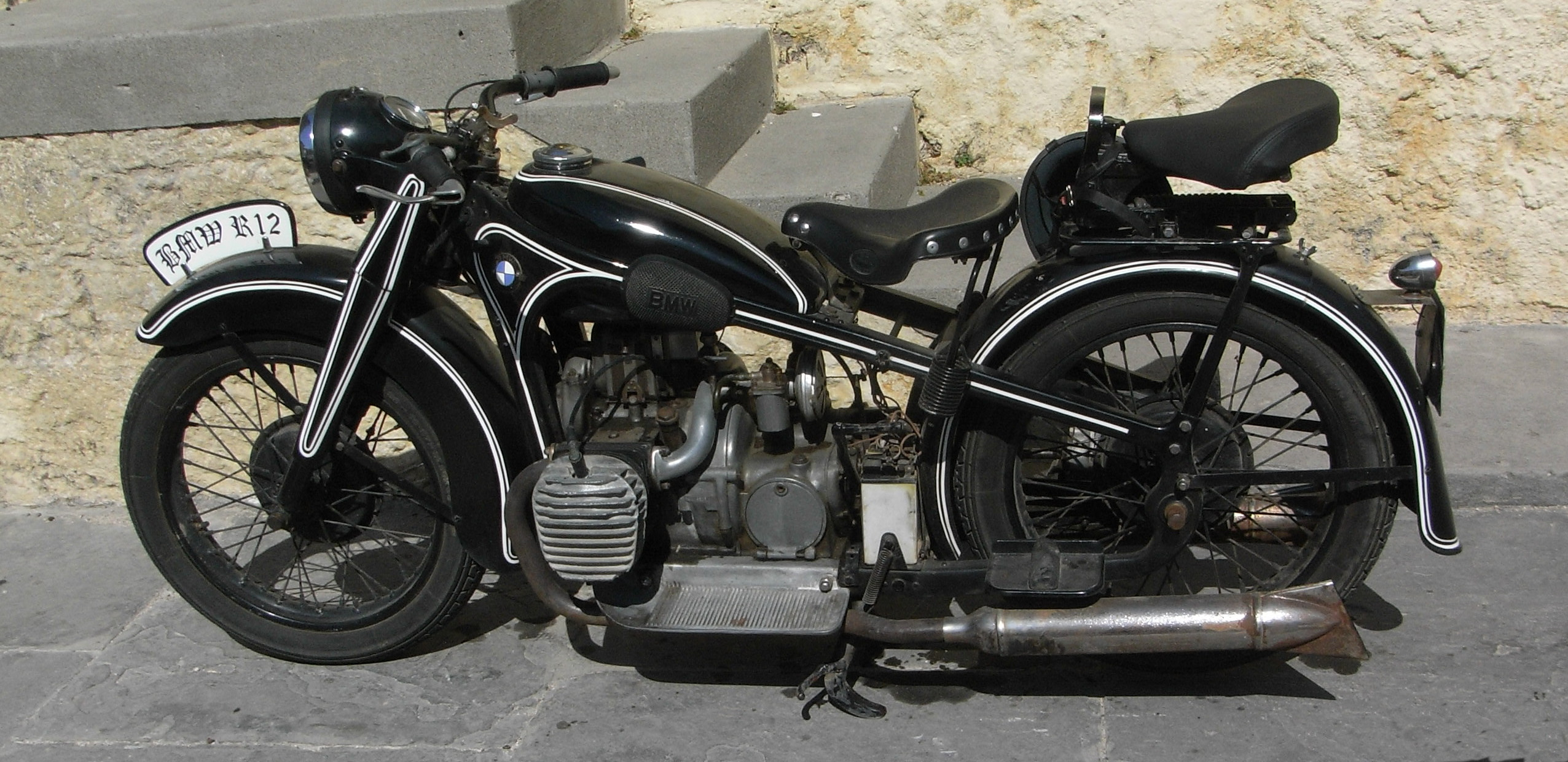
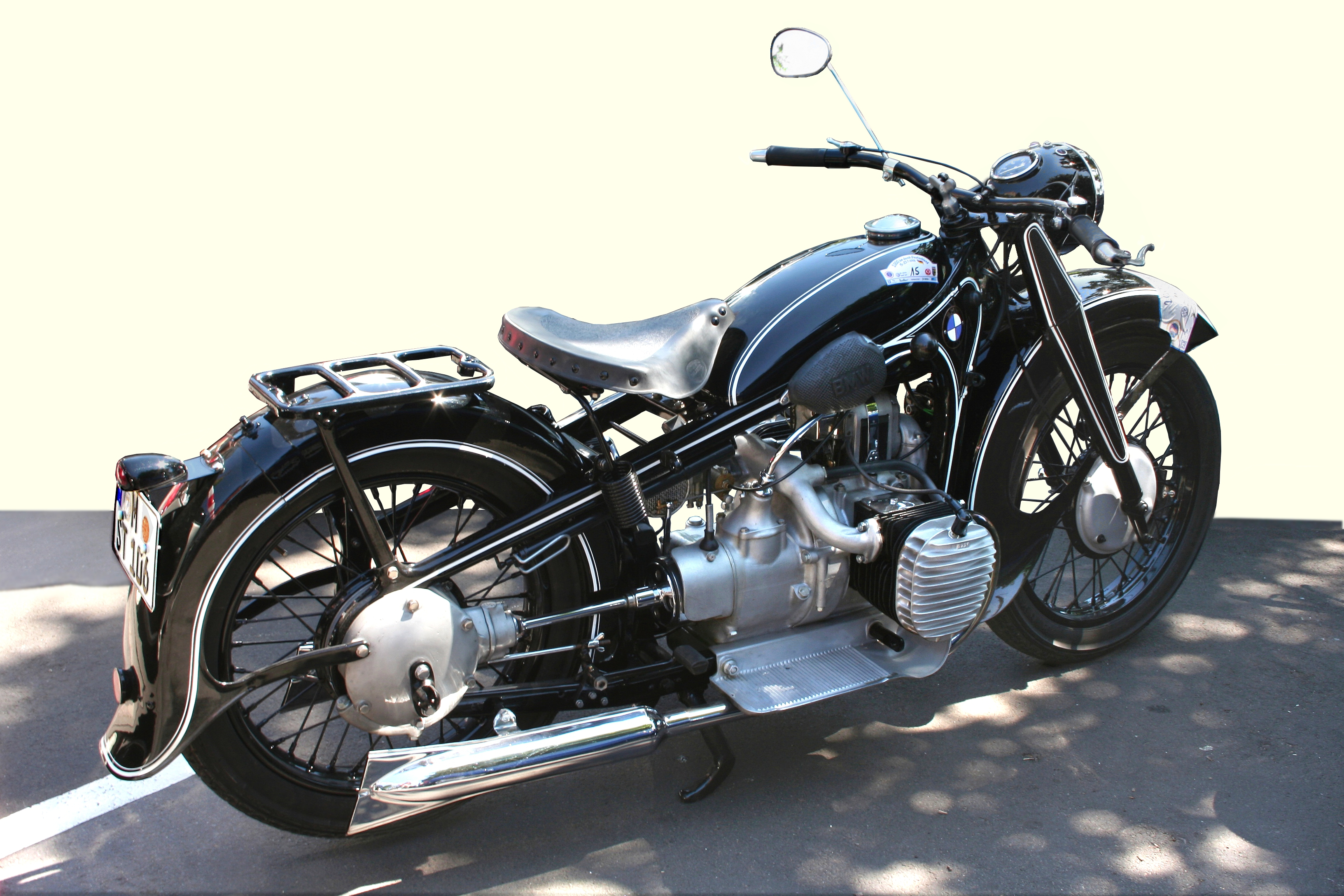
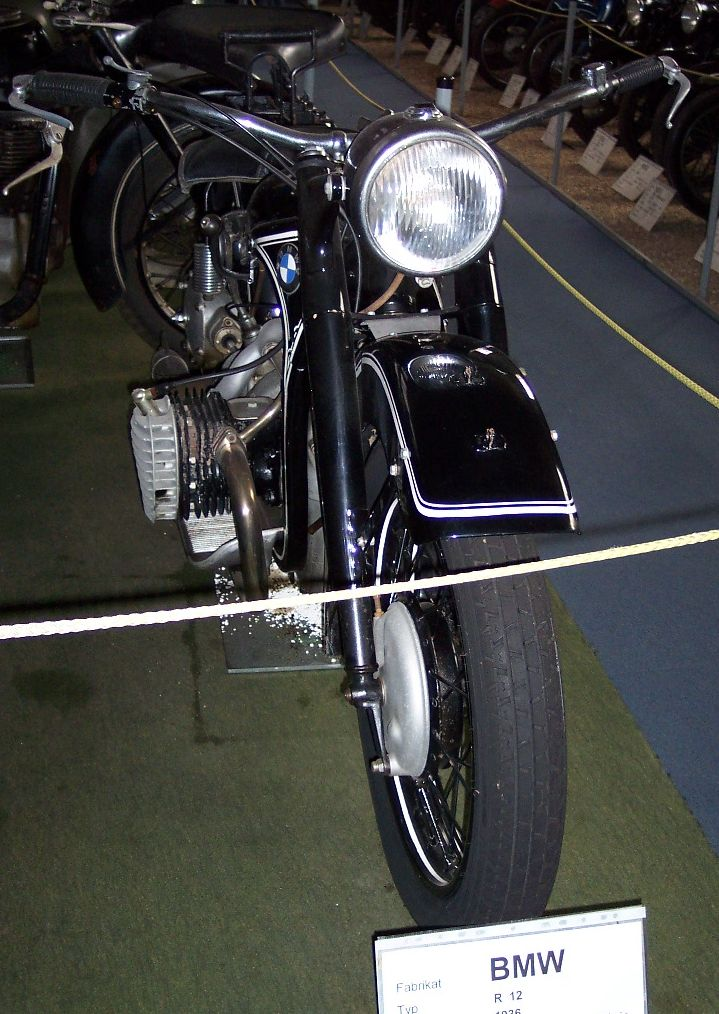
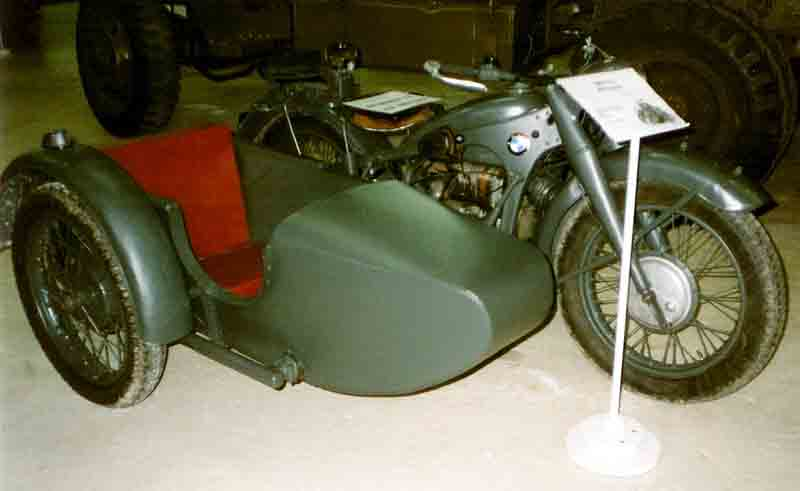